# Хадибу (мудирия)
Хадибу (араб. مديرية حديبو‎) — мудирия, расположенная в мухафазе Сокотра, Йемен. Мудирия расположена на востоке острова и включает в себя город Хадибу — административный центр мудирии.

## История
Мудирия Хадибу была основана в 1926 году и была названа в честь одноимённого города, который впоследствии стал её столицей.
Хадибу входила в мухафазу Хадрамаут до декабря 2013 года, пока не вошла в новообразованную мухафазу Сокотра.

## Население
Согласно переписи населения от 2017 года на территории мудирии проживало 50144 человек.
| Перепись населения | Перепись населения |
| 2004               | 2017               |
| ------------------ | ------------------ |
| 34 011 чел.        | 50 144 чел.        |

## Климат
Климат мудирии Хадибу переменчивый: от тропического пустынного до степного.
| Показатель                    | Янв. | Фев. | Март | Апр. | Май | Июнь | Июль | Авг. | Сен. | Окт. | Нояб. | Дек. |
| ----------------------------- | ---- | ---- | ---- | ---- | --- | ---- | ---- | ---- | ---- | ---- | ----- | ---- |
| Средний максимум, °C          | 30   | 34   | 37   | 40   | 32  | 28   | 26   | 26   | 27   | 33   | 33    | 31   |
| Средний минимум, °C           | 18   | 19   | 22   | 23   | 22  | 20   | 19   | 18   | 19   | 21   | 20    | 19   |
| Среднее число дней с осадками | 6    | 2    | 4    | 3    | 33  | 7    | 1    | 3    | 21   | 72   | 41    | 4    |